# Blida
Blida (in arabo: لبليدة) è una delle maggiori città dell'Algeria, capitale dell'omonima provincia (wilaya), 45 chilometri a sud ovest dalla capitale Algeri.

## Geografia fisica
La città è circondata da frutteti e giardini, a circa 200 metri sul livello del mare, alla base dei monti dell'Atlante, all'angolo meridionale della fertile piana di Metija, sulla riva destra del Wad-el-Kebir, affluente del Chiffa. L'abbondanza di acque di questo fiume permette il funzionamento di diversi mulini e fattori, e rifornisce di acqua la città, con le sue numerose fontane e giardini irrigati.

## Storia
Sidi-Ahmed El-Kebir, colui che nel XVI secolo fondò la città dove precedentemente i romani avevano costruito un avamposto militare, è sepolto a Sidi El-Kebir.
Nel 1838 Blida fu conquistata dai francesi. Nell'aprile del 1906 fu scelta come luogo di detenzione di Behanzin, l'ex re del Dahomey, che vi morì nel dicembre dello stesso anno.

## Monumenti e luoghi d'interesse
Blida è circondata da mura di rilevante estensione, un tempo intervallate da sei porte cittadine. I loro nomi erano:
- Bab Er-Rahba
- Bab Ez-Zair
- Bab El-Khouikha
- Bab Es-Sebt
- Bab Ez-Zaouia
- Bab El-Kbour

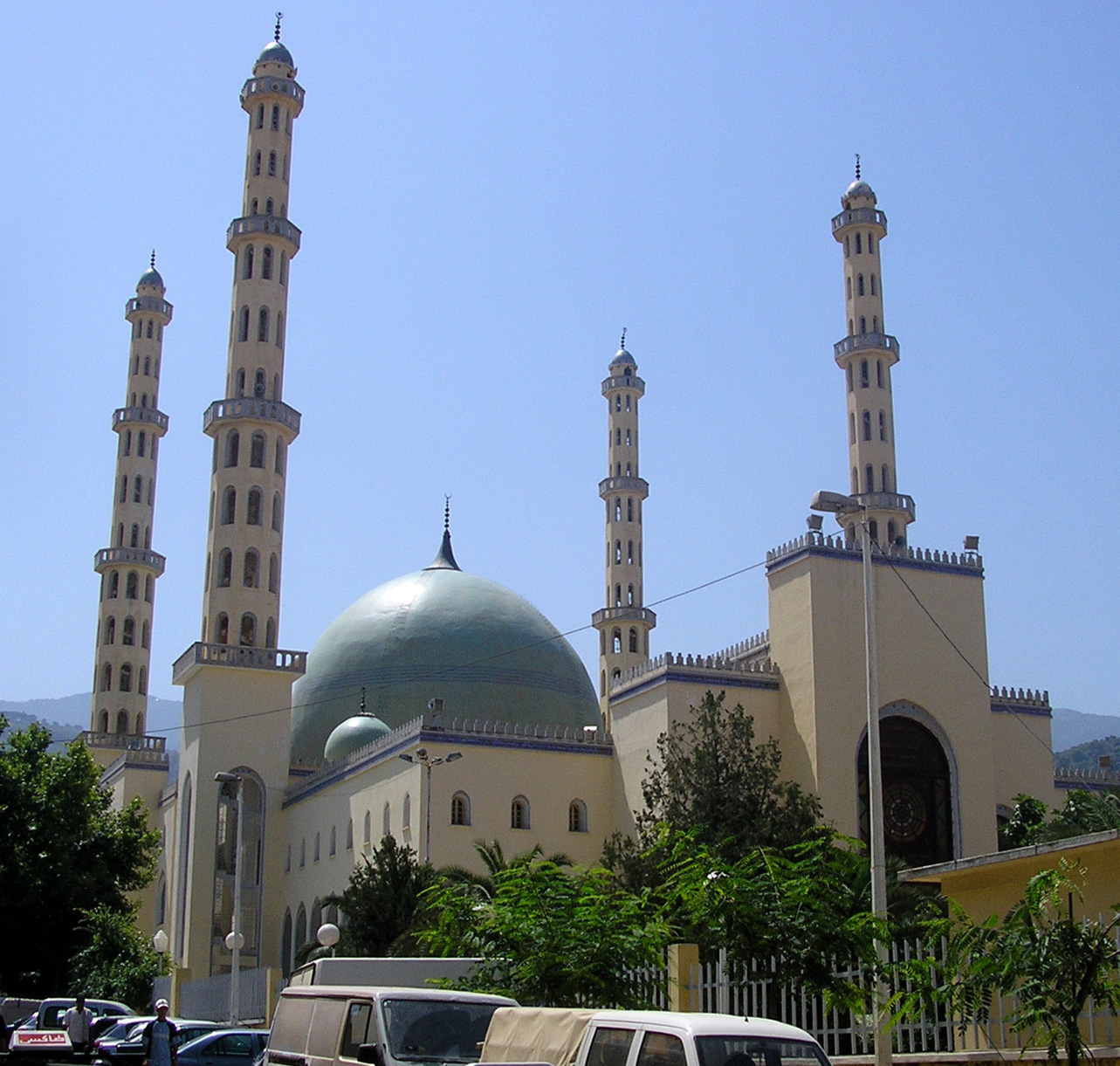
La moschea di Al-kawthar a Blida.

Oggigiorno queste porte non esistono più, ma i loro nomi permangono per indicare le corrispondenti zone della città. La città inoltre è dotata del porto fluviale di Mimieh.
La città, che conserva caratteristiche francesi, presenta molte strade moderne con molti porticati, e numerose moschee e chiese, ma anche alcune zone con baracche. La piazza principale, piazza d'armi, è circondata da case porticate ed è ombreggiata da molti alberi.

## Economia
Al centro di una fertile zona, e sulla via di una delle principali direttrici di traffico del paese, Blida presenta diverse attività commerciali, molte delle quali legate alle arance e alla farina. Gli aranceti contano oltre 50.000 alberi il cui profumo in aprile si diffonde in città. Nei giardini fanno bella mostra magnifici olivi.

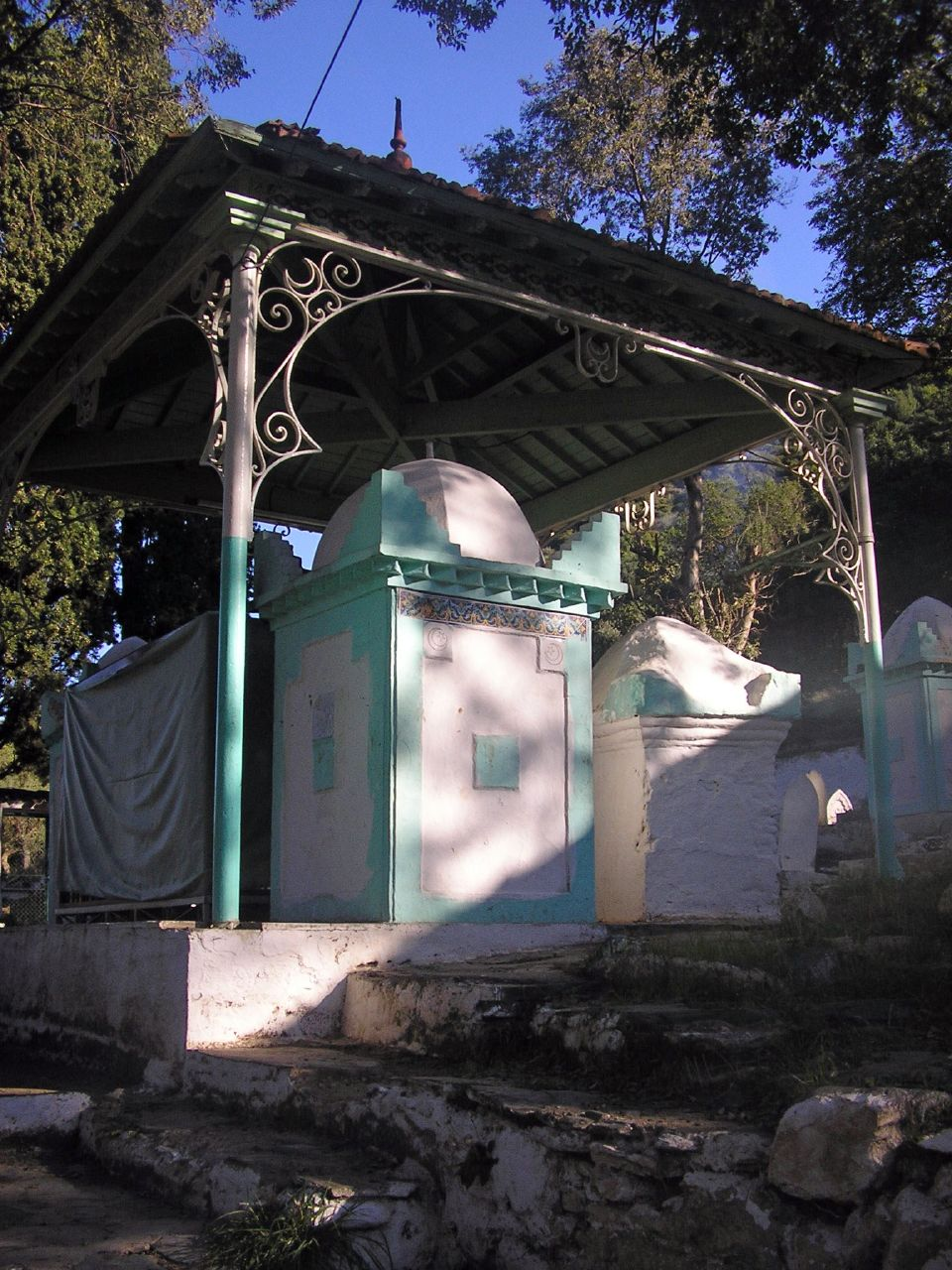
Tomba di Sid-Ahmed.

## Infrastrutture e trasporti

### Strade
- Autostrada A1, chiamata anche l'autostrada dell'ovest, che attraversa il territorio comunale, con due uscite: Bilda Centro e Bilda Ovest.